# Hans och Greta
Hans och Greta (tyska Hänsel und Gretel) är en tysk folksaga nedtecknad av bröderna Grimm. Den första upplagan av deras sagosamling (originaltitel: Kinder- und Hausmärchen) kom ut 1812. Sagan om Hans och Greta utkom i Sverige 1825 som så kallad folkbok med titeln ”Den stekta trollpackan”.

## Handling
Hans och Greta är barn till en fattig skogshuggare och familjen svälter. Deras styvmor övertalar mannen att överge barnen i skogen. Hans och Greta, som hört vad de vuxna planerat, samlar vita stenar och kastar dem på stigen genom skogen. Dessa hjälper dem sedan att hitta tillbaks till hemmet igen när de lämnats ensamma. Efter en tid blir barnen än en gång ledda ut i skogen och övergivna. Denna gång strör barnen brödsmulor längs stigen för att de skall hitta hem igen, men fåglarna äter upp alla brödsmulorna, och Hans och Greta går vilse i skogen.
Trötta och hungriga kommer barnen fram till ett litet hus. Det är gjort av bröd, täckt av kakor och med fönster gjorda av genomskinligt socker, och de börjar att äta av det. En gammal gumma som bor i huset, bjuder dem på pannkakor med socker på, äpplen och nötter. Barnen anar inte att de råkat ut för en häxa vars mål är att lura in barn, göda dem, tillreda dem och sedan äta upp dem. Häxan sätter Hans i en trång bur för att han skall bli fet, och tvingar Greta att hjälpa till i hushållet.
När häxan planerar att laga till barnen i ugnen, säger hon åt Greta att gå in i den för att se efter om det var tillräckligt varmt. Men i stället lyckas Greta lura in häxan i ugnen och stänga luckan. Medan häxan brinner upp, plockar Hans och Greta med sig alla pärlor och ädelstenar som finns i häxans hus. Sedan beger de sig ut i skogen och efter en lång vandring hittar de hem till sin stuga och återförenas med fadern, men styvmodern har dött. Med häxans rikedomar lever de tre lyckliga i alla sina dagar.